# Große Hufeisennase
Die Große Hufeisennase (Rhinolophus ferrumequinum), eine Fledermausart, ist mit einer Länge von maximal sieben Zentimetern (ohne Schwanz) und einer Flügelspannweite von bis zu 40 Zentimetern die größte europäische Hufeisennasenart. Das Gewicht beträgt 17 bis 30 g (34 g). Oberseits besitzt sie ein graubraunes, leicht rötlich getöntes Fell, unterseits geht dieses in Grauweiß über. Besonders durch ihre Größe und die Ausbildung des Nasenaufsatzes auf dem Kopf ist diese Art leicht und eindeutig zu identifizieren.

## Verbreitung
Ihre Verbreitungsgebiete liegen vor allem in Nordafrika, Süd- und Westeuropa (hier liegen die nördlichsten Verbreitungsgebiete bis zum 50. Breitengrad) und Süd-England (bis zum 51. Breitengrad). In Deutschland sind nur zwei Orte im Oberpfalzer  Hohenburg (wo 2025 513 Tiere 221 Jungtiere zur Welt brachten) und nahe Trier bekannt, an denen die Art vorkommt. In Luxemburg gibt es eine weitere Wochenstube nahe der deutschen Grenze. Im Vorderrheintal der schweizerischen Alpen, genauer in Sagogn, liegt die letzte große Wochenstubenkolonie in Mitteleuropa, wo im 2022 192 erwachsene Weibchen gezählt wurden, die im Sommer zur Fortpflanzung zusammenkommen.
Die Tiere brauchen wärmere Gebiete mit lockerem Bewuchs und stehenden oder fließenden Gewässern. Die höchste bekannte Wochenstube liegt in einer Höhe von 968 m ü. A. in Österreich.

## Beschreibung

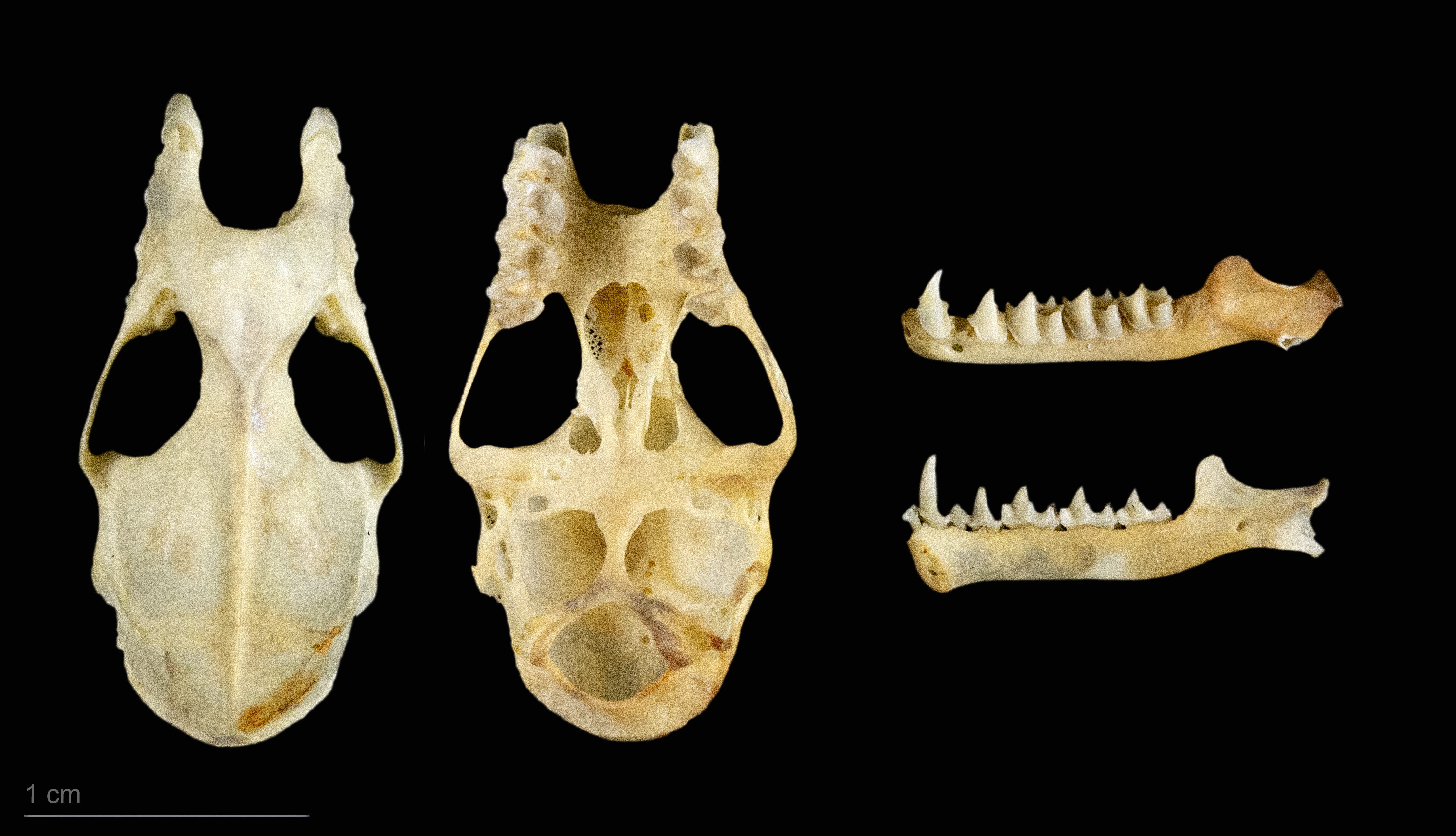
Schädel von Rhinolophus ferrumequinum, Sammlung Museum von Toulouse

### Nasenaufsatz
Kennzeichnend ist das häutige Gebilde auf dem Kopf, das als Nasenaufsatz bezeichnet wird und mehrere Abschnitte erkennen lässt. Der vordere Teil erinnert an ein Hufeisen, worauf der Name dieser und verwandter Fledermausarten zurückzuführen ist. In seiner Mitte befinden sich die beiden Nasenöffnungen. Am Ende des sogenannten Hufeisens ist mittelständig ein aufrechter Sporn ausgebildet. Hufeisen und Sporn verbessern die gerichtete Abstrahlung der Orientierungslaute, die die  Hufeisennasen durch die Nasenöffnungen aussenden. An diese Teile schließt eine aufrechte Struktur mit mehreren tiefen und nach vorne offenen Gruben an, vor denen sich jeweils ein einzelnes, langes Sinushaar (Tasthaar) befindet. Nach bisheriger Kenntnis dienen diese Sinushaare im Verein mit den Gruben der Wahrnehmung von Luftströmungen während des Fluges. Schließlich folgt noch ein einzelner, nach oben gerichteter Fortsatz, der Lanzette genannt wird.

## Lebensraum

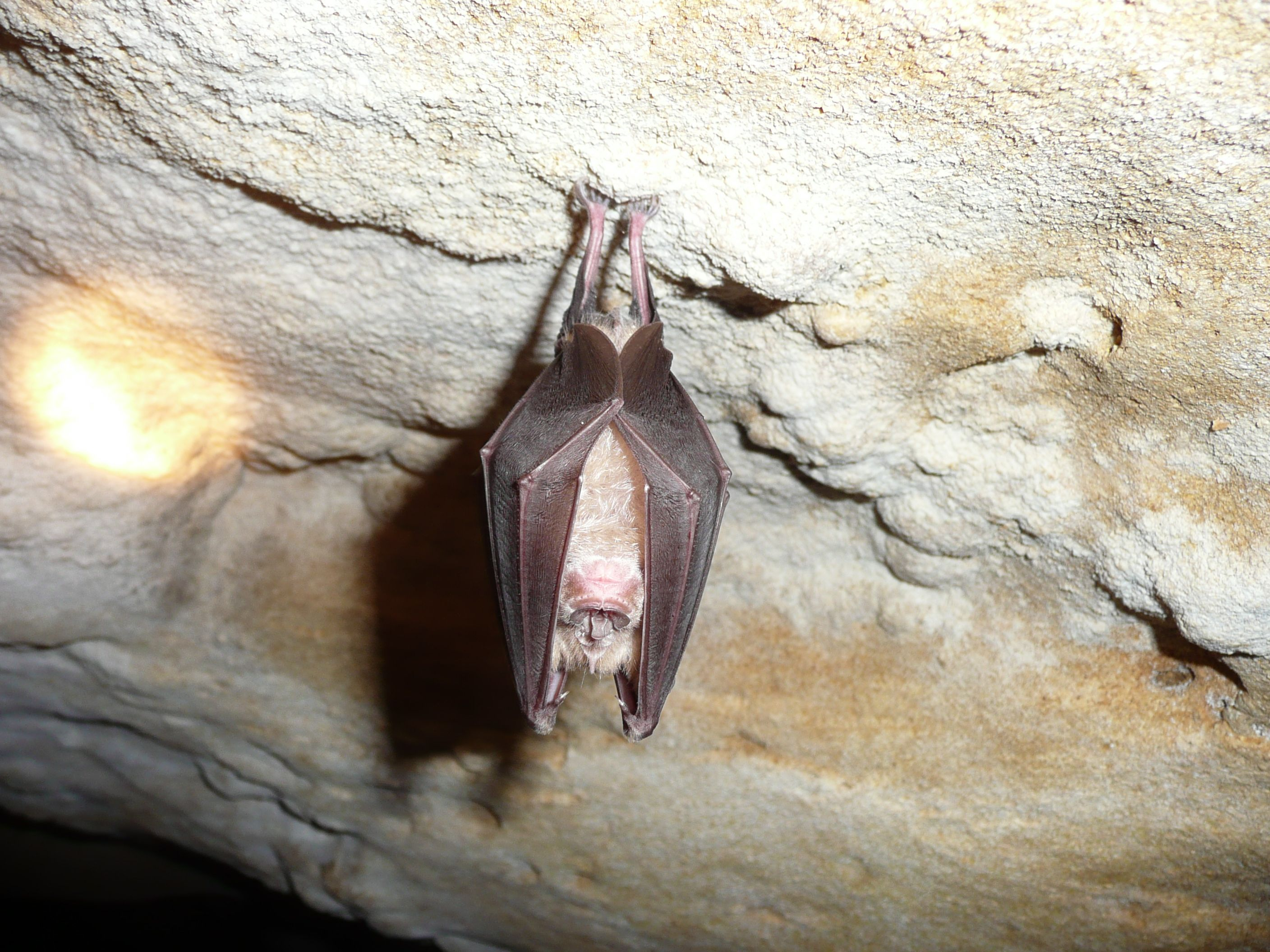
Große Hufeisennase im Winterschlaf

Sommerquartiere sind warme zugluftfreie Dachböden, Kirchtürme, Ruinen und Höhlen. Die Ein- und Ausflugsöffnungen müssen so groß sein, dass sie von den Tieren frei durchflogen werden können.
Von Anfang Oktober bis Ende April werden frostsichere, zugluftfreie und ausreichend feuchte (mind. 95 % relative Luftfeuchte) Bergwerksstollen, Felshöhlen und unterirdische Gewölbe als Winterquartier bezogen. Die bevorzugte Umgebungstemperatur beträgt 7 bis 10 Grad Celsius, die Mindesttemperatur 4 Grad, die Höchsttemperatur 12 Grad. Während des Winterschlafs umhüllen die Hufeisennasen ihren Körper mit den Flughäuten.
Die Tiere sind sehr standorttreu. Die Winter- und Sommerquartiere liegen nie weiter als 50 km voneinander entfernt.

## Partnerwahl und Fortpflanzung
Die Paarung erfolgt bei Großen Hufeisennasen im Frühjahr und im Herbst. Hierzu schwärmen die Weibchen aus und suchen die in Höhlen gelegenen Kolonien der Männchen auf, mit denen sie sich dann paaren. Danach verlassen sie die Männchen und bilden nur aus Weibchen bestehende Kolonien, um die Jungen zur Welt zu bringen und aufzuziehen.
Die Paarungszeit beginnt im Spätsommer. Die Tragzeit beträgt etwa 75 Tage. Im Juli wird je Weibchen ein Jungtier mit einem Gewicht von 5 bis 6 g geboren, das nach drei bis vier Wochen flugfähig, nach sieben bis acht Wochen selbstständig und nach zwei bis drei Jahren geschlechtsreif wird. Eine Besonderheit der Großen Hufeisennase stellt die Partnerwahl dar, hier liegt eine besondere Form der Polygynie vor, also eine Gesellschaftsform, in der sich ein Männchen mit mehreren Weibchen paart. Bei dieser besonderen Form der Polygynie paart sich das Männchen mit allen Weibchen einer Familie (intra-lineage polygyny). Entdeckt wurde dieses Verhalten 2005 von Forschern der Universität von London bei der Analyse der Verwandtschaftsverhältnisse in einer Kolonie. Hierzu nahmen sie DNA-Proben von Müttern und ihren Jungtieren und führten einen Vaterschaftstest mit den Männchen aus den Höhlen im Umkreis von etwa 30 Kilometern um die Kolonie der Weibchen durch. Die Analyse zeigte, dass sich die Tiere nicht nur immer wieder mit demselben Partner paaren, also überaus treu sind, sondern dass sich dieses Männchen auch mit den weiblichen Nachkommen des ursprünglichen Weibchens paart, wodurch der Verwandtschaftsgrad in der Kolonie ansteigt, so dass sie von der gegenseitigen Hilfe untereinander insgesamt in Bezug auf ihre Fitness stärker profitieren und somit einen evolutionären Vorteil haben. Ungeklärt ist bislang die Frage, wie es den Weibchen und ihren Töchtern gelingt, immer wieder dasselbe Männchen zu identifizieren.

## Jagd und Ernährung
Der relativ langsame und niedrige Jagdflug, mit zahlreichen Richtungsänderungen und Gleitflugphasen beginnt erst bei völliger Dunkelheit. Diese Art ist, wie alle Hufeisennasen zum Rüttelflug fähig. Pro Nacht dauert die Nahrungssuche etwa drei Stunden und wird auf zwei Flüge aufgeteilt. Die Beute besteht vor allem aus Käfern und Nachtschmetterlingen, die nicht nur im Flug gefangen werden, sondern auch von Pflanzen und vom Boden aufgenommen werden. Die Nahrung wird auf bestimmten Fressplätzen verzehrt.
Zur Lokalisierung der Beute benutzt die Große Hufeisennase, wie alle Hufeisennasen, ein körpereigenes Ultraschall-System. Die Hufeisennasen stoßen dabei durch die Nasenöffnungen Klicklaute aus, die mit dem Kehlkopf (Larynx) erzeugt werden und es ermöglichen, über Schallwellen Objekte auf bis zu 30 m wahrzunehmen. Mittels der reflektierten akustischen Signale können die Hufeisennasen Bilder ihrer Umwelt gewinnen und sich auch bei völliger Dunkelheit sicher orientieren. Mit dieser Methode können die Hufeisennasen auch die Größe von Beutetieren erkennen. Das wiederum ermöglicht ihnen eine zielgerichtete und ökonomische Auswahl der Beute. Mit dem Ultraschall-System können die Hufeisennasen bei minimalen (Jagd)-Aufwand einen maximalen Energiegewinn erzielen.

## Alter
Durch Beringung wurde ein Alter von 30,5 Jahren für die Große Hufeisennase nachgewiesen. Sie gehört damit zu den Arten unter den europäischen Fledermäusen, die das höchste Alter erreichen. In der Schweiz wurde 1999 ein Kleines Mausohr (Myotis blythii) entdeckt, das 1966 als Jungtier beringt worden war. In Sibirien wurde ein Braunes Langohr (Plecotus auritus) entdeckt, das ein Alter von 38 Jahren erreicht hat.

## Gefährdung und Schutz
Der Bestand ist in Mitteleuropa seit Mitte des 20. Jahrhunderts stark zurückgegangen. Als Gründe für den Bestandsrückgang werden der Einsatz von Pestiziden (vor allem von Lindan und DDT), der damit einhergehende Verlust des Nahrungsangebotes und auch Quartierverluste genannt. Die Art wird in Deutschland und Österreich auf der Roten Liste als „vom Aussterben bedroht“ geführt.
Die Große Hufeisennase wird von der Europäischen Union in den Anhängen II und IV der FFH-Richtlinie geführt und gilt somit als streng zu schützende Art von gemeinschaftlichem Interesse, für deren Erhalt besondere Schutzgebiete ausgewiesen werden müssen. Aus diesem Grund wurde im Jahr 2012 ein LIFE-Projekt zur Großen Hufeisennase in der Oberpfalz gestartet. Dies hat zum Ziel, die bestehende Population zu erhöhen, indem durch Bürgerinformation mehr Lebensräume, zum Beispiel auf Dachböden, geschaffen werden. Zum Projektabschluss wurde im Oktober 2018 ein Projektreport vom Landesbund für Vogelschutz in Bayern e. V. veröffentlicht.
Die IUCN stuft die Große Hufeisennase auf Grund des großen Verbreitungsgebietes als nicht gefährdet („least concern“) ein.